# USS Phoenix (CL-46)
USS Phoenix (CL-46) byl lehký křižník třídy Brooklyn. Byl pátou ze sedmi jednotek této třídy a třetí americkou válečnou lodí tohoto jména. V americkém námořnictvu křižník sloužil v letech 1938–1946. Účastnil se bojů druhé světové války. Roku 1951 jej získalo argentinské námořnictvo, ve kterém sloužil jako  ARA Diecisiete de Octubre (C-4) a od roku 1956 jako ARA General Belgrano (C-4). V květnu 1982 byl během války o Falklandy potopen britskou jadernou ponorkou HMS Conqueror.

## Stavba

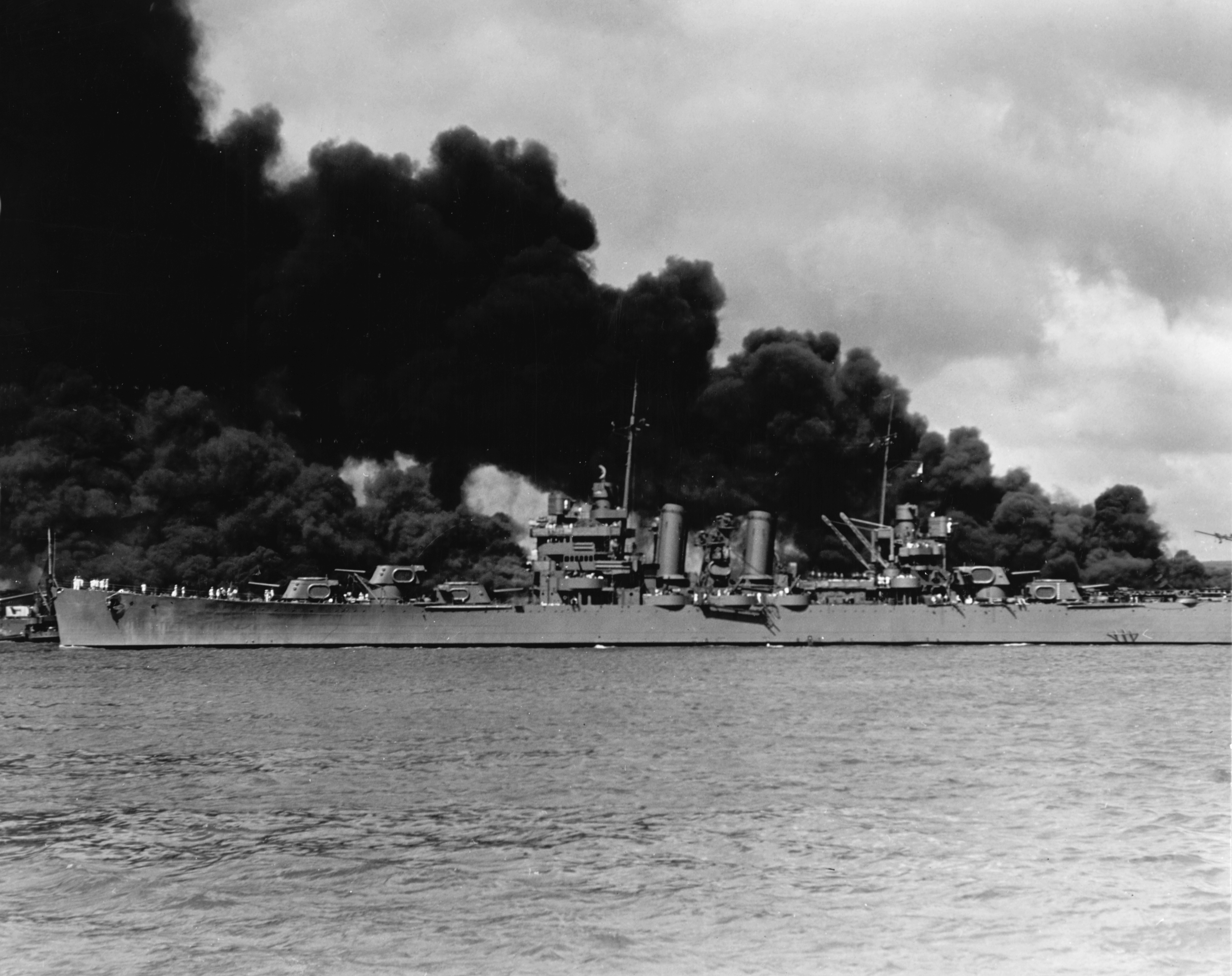
USS Phoenix (CL-46) během útoku na Pearl Harbor

Křižník postavila americká loděnice New York Shipbuilding Co. v Camdenu ve státě New Jersey. Stavba byla objednána 3. října 1934. Kýl byl založen 15. dubna 1935, křižník byl na vodu spuštěn 13. března 1938 a do služby byl přijat 3. října 1938.

## Konstrukce

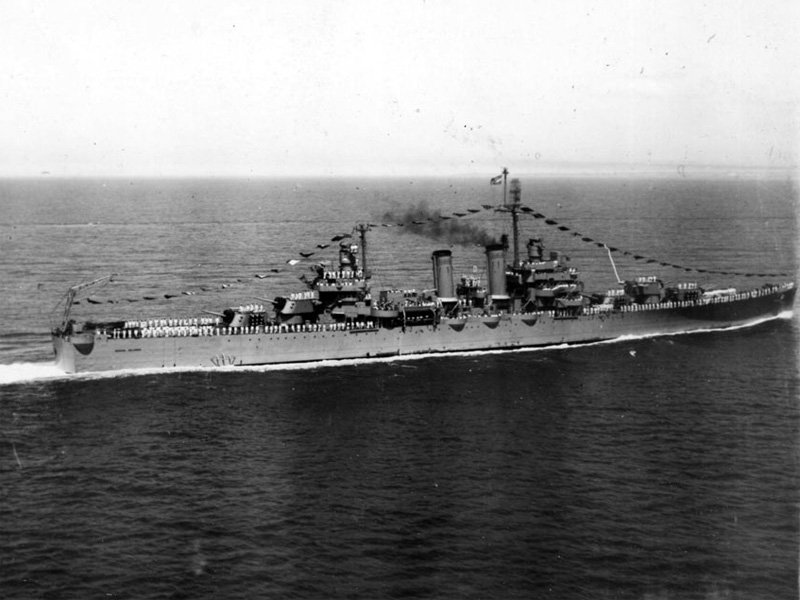
General Belgrano

Hlavní výzbroj představovalo patnáct 152mm kanónů umístěných ve třídělových děžích. Doplňovalo je osm 127mm kanónů ve dvoudělových věžích a osm 12,7mm kulometů. K průzkumu sloužily čtyři hydroplány Curtiss SOC Seagull, které startovaly pomocí dvou katapultů na zádi. Pohonný systém tvořilo osm kotlů Babcock & Wilcox a čtyři parní turbíny Parsons o výkonu 100 000 shp, pohánějící čtyři lodní šrouby. Nejvyšší rychlost dosahovala 32,5 uzlu.

## Služba

### USS Phoenix (CL-46)
Křižník Phoenix do služby vstoupil 3. října 1938 pod velením kapitána Johna W. Rankina. Druhou světovou válku křižník strávil na tichomořském válčišti. Dne 7. prosince 1941 křižník zažil japonský útok na Pearl Harbor. Neutrpěl přitom žádná poškození a po útoku společně s křižníky USS St. Louis (CL-49) a USS Detroit (CL-8) neúspěšně pátral po japonském útočném svazu. Několik následujících měsíců křižník doprovázel konvoje. Phoenix tvořil část eskorty prvního válečného konvoje směřujícího z Pearl Harboru do kontinentálních Spojených států. Poté doprovodil konvoj ze San Francisca do Melbourne, v únoru 1942 další konvoje na Cejlon a do Bombaje, aby se následně podílel na evakuaci Jávy. Po připojení ke svazu Task Force 44 až do července 1943 operoval v jihozápadním Pacifiku.
Dne 26. prosince 1943 křižník podporoval spojenecké vylodění na Nové Británii u mysu Gloucester. V lednu 1944 ostřeloval Madang a Alexishafen na Nové Guineji. V dubnu 1944 podporoval vylodění v Hollandii a Araře na Nové Guineji, přilehlých ostrovech Wakde a Biak. Ve dnech 8.–9. června 1944 se Phoenix podílel na pronásledování a zahnání japonského svazu torpédoborců, které se pokusil dopravit na Novou Guineu zásoby. V červenci 1944 podporoval obsazení ostrova Numfor a v září ostrovů Morotai a Halmahera.
V říjnu 1944 se Phoenix zapojil do invaze na Filipíny. Podílel se na předinvazním bombardování Leyte a následné podpoře pozemních sil. Dne 24. října 1944 se podílel na zničení japonského Jižního svazu v bitvě v průlivu Surigao. Během střetnutí ostřeloval japonskou bitevní loď Fusó. V prosinci 1944 křižník podporoval invazi na ostrov Mindoro a v lednu 1945 na ostrov Luzon. Svou druhoválečnou službu Phoenix uzavřel podporou invaze na Borneo a krytím minolovných operací v tamních vodách. Během své služby křižník získal devět amerických ocenění battle star. V únoru 1946 byl křižník převeden do rezervy a 3. července 1946 byl vyřazen ze služby.

### ARA General Belgrano (C-4)
Dne 9. dubna 1951 byl Phoenix převeden argentinskému námořnictvu, které jej 17. října 1951 přijalo do služby jako Diecisiete de Octubre (C-4). Roku 1956 byl křižník přejmenován na General Belgrano (C-4). Dne 2. května 1982 byl ve falklandské válce potopen britskou jadernou ponorkou HMS Conqueror (S48).